# Расмуссен, Поуль Нюруп
Поуль Нюруп Расмуссен (дат. Poul Nyrup Rasmussen; род. 15 июня 1943) — датский политик, с 25 января 1993 по 27 ноября 2001 года занимал пост премьер-министра Дании.
Расмуссен родился в 1943 году, изучал государство, право и экономику. Принимал активное участие в деятельности датских профосюзов, став их ведущим экономистом. В 1987 году был избран заместителем председателя Социал-демократической партии Дании, в 1988 году избран депутатом Фолькетинга, где в 1990 году возглавил комитет по экономическим вопросам. C 1992 по 2002 год являлся лидером правящей партии Социал-демократов. С 2004 по сентябрь 2008 года являлся членом Европейского парламента. В том же 2004 он стал президентом Партии европейских социалистов.